# 雨夜談抄
『雨夜談抄』（あまよだんしょう）は、室町時代に成立した『源氏物語』の注釈書。

## 概要
『源氏物語』の中の第2帖である帚木巻のみ、さらにほとんどはその中の一場面である「雨夜の品定め」のみの注釈という『源氏物語』の部分的な注釈書であり、いくつかある同書の題名もすべてそれに由来する。これは、「この雨夜の品定めの場面において語られたさまざまな女性（の形）がこの後光源氏の前に実際に現れてくるため、『源氏物語』54帖の中で帚木巻、中でもこの雨夜の品定めの場面が『源氏物語』の中で最も重要な存在である」とする考え方に基づくものである。このような帚木巻、その中でも特に「雨夜の品定め」の場面が重要であるとする考え方は鎌倉時代後期に河内方によって書かれた注釈書『原中最秘抄』や、室町時代中期に一条兼良によって書かれた注釈書『花鳥余情』などにも見られるが、独立した注釈書一冊を丸々費やしてこの場面を論ずる本書の出現はこの考え方の一つの到達点を示すものとされる。本書に続いてこれ以後もっぱら「雨夜の品定め」の場面のみを対象とした注釈書がいくつか作られることになる。

## 成立
同書は、その奥書に「文明十七のとし文月のはじめつかた児女子のために注し侍りさだめてひが事おほくはべらんかし 宗祇在判」とあるため、宗祇によって1485年（文明17年）7月はじめころに成立したと考えられている。

## 書名
同書は『雨夜談抄』の他に『帚木別註』もしくは『雨夜談抄』と『帚木別註』の二つを組み合わせた『雨夜談抄一名帚木別註』もしくは『雨夜談抄帚木別注』といった様々な題名で呼ばれている。これらはいずれも同書が源氏物語の中の第2帖である帚木巻のみ、さらにほとんどはその中の一場面である「雨夜の品定め」のみの注釈であるということに由来する名称である。

## 草子地
同書は、現在に至るまで主題や構想等と関連して作者の意図をくみ取るための重要な道具概念としてさまざまに議論されている「草子地」という術語を初めて使用した注釈書であるという点でも注目されている。

## 翻刻
- 塙保己一編纂『続群書類従 第18輯 下 物語部・日記部・紀行部』訂正3版、続群書類従完成会、1980年（昭和55年）。
- 中野幸一編『源氏物語古註釈叢刊 第4巻 明星抄・種玉編次抄・雨夜談抄』武蔵野書院、1980年（昭和55年）12月。 ISBN 978-4-8386-0056-4